# Епархия Нуакшота
 Епархия Нуакшота (лат. Dioecesis Nuakchottensis) — епархия Римско-Католической Церкви c центром в городе Нуакшот, Мавритания. Епархия Нуакшота непосредственно подчиняется Святому Престолу.

## История
18 декабря 1965 года Святой Престол учредил епархию Нуакшота, выделив её из Апостольской префектуры Сен-Луи-де-Сенегал (сегодня — епархия Сен-Луи-де-Сенегал).

## Ординарии епархии
- епископ Michel-Jules-Joseph-Marie Bernard (15.01.1966 — 21.12.1973);
- епископ Robert Marie Jean Victor de Chevigny (21.12.1973 — 10.07.1995);
- епископ Martin Albert Happe (10.07.1995 — по настоящее время).

## Источник
- Annuario Pontificio, Libreria Editrice Vaticana, Città del Vaticano, 2003, ISBN 88-209-7422-3